# مدار ۲۶ درجه جنوبی
مدار ۲۶ درجه جنوبی، دایره‌ای از عرض جغرافیایی است که در ۲۶ درجهٔ جنوبی خط استوا  قرار دارد.

## گذر از مناطق
از نصف‌النهار مبدأ شروع می‌شود و به سمت مشرق ۲۶ درجه جنوبی از موارد زیر گذر می‌کند:
| مختصات‌ها                                             | کشور، قلمرو یا دریا | توضیحات |
| ---------------------------------------------------- | ------------------- | --- |
| ۲۶°۰′ جنوبی ۰°۰′ شرقی / ۲۶٫۰۰۰°جنوبی ۰٫۰۰۰°شرقی      | اقیانوس اطلس        | |
| ۲۶°۰′ جنوبی ۱۴°۵۷′ شرقی / ۲۶٫۰۰۰°جنوبی ۱۴٫۹۵۰°شرقی   | نامیبیا             | |
| ۲۶°۰′ جنوبی ۲۰°۰′ شرقی / ۲۶٫۰۰۰°جنوبی ۲۰٫۰۰۰°شرقی    | آفریقای جنوبی       | کیپ شمالی |
| ۲۶°۰′ جنوبی ۲۰°۴۹′ شرقی / ۲۶٫۰۰۰°جنوبی ۲۰٫۸۱۷°شرقی   | بوتسوانا            | |
| ۲۶°۰′ جنوبی ۲۲°۴۳′ شرقی / ۲۶٫۰۰۰°جنوبی ۲۲٫۷۱۷°شرقی   | آفریقای جنوبی       | North West گائوتنگ - گذرکردن از شمال ژوهانسبورگ امپومالانگا |
| ۲۶°۰′ جنوبی ۳۱°۶′ شرقی / ۲۶٫۰۰۰°جنوبی ۳۱٫۱۰۰°شرقی    | اسواتینی            | |
| ۲۶°۰′ جنوبی ۳۲°۳۴′ شرقی / ۲۶٫۰۰۰°جنوبی ۳۲٫۵۶۷°شرقی   | موزامبیک            | |
| ۲۶°۰′ جنوبی ۳۲°۳۴′ شرقی / ۲۶٫۰۰۰°جنوبی ۳۲٫۵۶۷°شرقی   | اقیانوس هند         | خلیج ماپوتو - گذرکردن از جنوب ماپوتو, موزامبیک |
| ۲۶°۰′ جنوبی ۳۲°۵۵′ شرقی / ۲۶٫۰۰۰°جنوبی ۳۲٫۹۱۷°شرقی   | موزامبیک            | Inhaca Island |
| ۲۶°۰′ جنوبی ۳۲°۵۹′ شرقی / ۲۶٫۰۰۰°جنوبی ۳۲٫۹۸۳°شرقی   | اقیانوس هند         | |
| ۲۶°۰′ جنوبی ۱۱۳°۶′ شرقی / ۲۶٫۰۰۰°جنوبی ۱۱۳٫۱۰۰°شرقی  | استرالیا            | استرالیای غربی - Dirk Hartog Island |
| ۲۶°۰′ جنوبی ۱۱۳°۱۱′ شرقی / ۲۶٫۰۰۰°جنوبی ۱۱۳٫۱۸۳°شرقی | خلیج کوسه           | |
| ۲۶°۰′ جنوبی ۱۱۳°۳۳′ شرقی / ۲۶٫۰۰۰°جنوبی ۱۱۳٫۵۵۰°شرقی | استرالیا            | استرالیای غربی - Peron Peninsula |
| ۲۶°۰′ جنوبی ۱۱۳°۴۳′ شرقی / ۲۶٫۰۰۰°جنوبی ۱۱۳٫۷۱۷°شرقی | خلیج کوسه           | L'Haridon Bight |
| ۲۶°۰′ جنوبی ۱۱۳°۵۲′ شرقی / ۲۶٫۰۰۰°جنوبی ۱۱۳٫۸۶۷°شرقی | استرالیا            | استرالیای غربی - Peron Peninsula |
| ۲۶°۰′ جنوبی ۱۱۳°۵۴′ شرقی / ۲۶٫۰۰۰°جنوبی ۱۱۳٫۹۰۰°شرقی | خلیج کوسه           | Hamelin Pool |
| ۲۶°۰′ جنوبی ۱۱۴°۱۱′ شرقی / ۲۶٫۰۰۰°جنوبی ۱۱۴٫۱۸۳°شرقی | استرالیا            | استرالیای غربی / قلمرو شمالی (استرالیا) border (~127 metres at Surveyor Generals Corner on the نصف‌النهار ۱۲۹ درجه شرقی) Northern Territory / South Australia border South Australia / کوئینزلند border (from Poeppel Corner on the نصف‌النهار ۱۳۸ درجه شرقی) کوئینزلند (from Haddon Corner on the نصف‌النهار ۱۴۱ درجه شرقی) |
| ۲۶°۰′ جنوبی ۱۵۳°۹′ شرقی / ۲۶٫۰۰۰°جنوبی ۱۵۳٫۱۵۰°شرقی  | دریای کورال         | |
| ۲۶°۰′ جنوبی ۱۶۳°۴۴′ شرقی / ۲۶٫۰۰۰°جنوبی ۱۶۳٫۷۳۳°شرقی | اقیانوس آرام        | |
| ۲۶°۰′ جنوبی ۷۰°۳۸′ غربی / ۲۶٫۰۰۰°جنوبی ۷۰٫۶۳۳°غربی   | شیلی                | |
| ۲۶°۰′ جنوبی ۶۸°۲۶′ غربی / ۲۶٫۰۰۰°جنوبی ۶۸٫۴۳۳°غربی   | آرژانتین            | |
| ۲۶°۰′ جنوبی ۵۷°۵۱′ غربی / ۲۶٫۰۰۰°جنوبی ۵۷٫۸۵۰°غربی   | پاراگوئه            | |
| ۲۶°۰′ جنوبی ۵۴°۴۱′ غربی / ۲۶٫۰۰۰°جنوبی ۵۴٫۶۸۳°غربی   | آرژانتین            | |
| ۲۶°۰′ جنوبی ۵۳°۴۸′ غربی / ۲۶٫۰۰۰°جنوبی ۵۳٫۸۰۰°غربی   | برزیل               | پارانا (برزیل) سانتا کاتارینا |
| ۲۶°۰′ جنوبی ۴۸°۳۶′ غربی / ۲۶٫۰۰۰°جنوبی ۴۸٫۶۰۰°غربی   | اقیانوس اطلس        | |